# Grb Koprivničko-križevačke županije
Grb Koprivničko-križevačke županije je grb u čijem središnjem dijelu dominira srebrni klin u kojem stupa zlatno-plavi pijetao na tri zelena brežuljka. S lijeve i desne strane klina na plavoj podlozi nalaze se dvostruki zlatni ljiljan i zlatni troredni križ. Troredni križ preuzet je s grba Grada Križevaca, a dvostruki ljiljan s Grada Koprivnice. Pijetao je tradicionalni simbol ovih prostora, a vezan je i za jednu legendu i prikazan je na grbu Đurđevca. Prilikom izrade ovog grba poštovan je običaj mađarske heraldike da likovi u grbu stoje na brijegu, a ne da "plutaju" u štitu.